# Ordre de Saint-Jean aux Pays-Bas
L'ordre de Saint-Jean aux Pays-Bas (en néerlandais : Johanniter Orde in Nederland) est une association néerlandaise à but non lucratif qui se réclame de l'ordre historique de Saint-Jean de Jérusalem. Son origine tient à l'introduction du protestantisme dans un ordre catholique.
L'Ordre trouve son origine dans le bailliage d'Utrecht et la commanderie de Haarlem de l'ordre de Saint-Jean de Jérusalem et faisait partie de la langue d'Allemagne. Ils se sont séparés de l'Ordre lors de la Réforme. Le bailliage d'Utrecht et la commanderie de Haarlem ont été supprimées en 1810 pendant l'occupation napoléonienne. Les chevaliers hollandais du bailliage de Brandebourg ont formé leur propre commanderie au sein du Johanniterorden en 1909. Elle est autonome en 1946 et est indépendant comme ordre depuis 1958,,.
L'Ordre est sous la protection du roi Willem-Alexander.
L'ordre hollandais de Saint-Jean adhère à l'Alliance des ordres de Saint-Jean.

## Sources
- (en) Robert M. Clark, Jr., The Evangelical Knights of Saint John: A History of the Bailiwick of Brandenburg of the Knightly Order of St. John of the Hospital at Jerusalem, Known as the Johanniter Order, Dallas, Texas, 2003.

- (en) Guy Stair Sainty, The Orders of Saint John: The History, Structure, Membership and Modern Role of the Five Hospitaller Orders of Saint John of Jerusalem, New York, The American Society of the Most Venerable Order of the Hospital of Saint John in Jerusalem, 1991.